# حسن الفد
حسن الفد (مواليد 24 نوفمبر 1962) هو ممثل وفنان كوميدي مغربي. معروف بشخصيته المرحة. بداياته كانت من المسرح، لكنه برز بعد ذلك في عدة مسلسلات تلفزيونية كوميدية مغربية، وأصبح دائم الحضور في البرامج الرمضانية على التلفزيون المغربي.
يُعتبر حسن الفد أيقونة في الكوميديا المغربية، خلق لنفسه نوع خاص من الكوميديا اعتمد فيه بالأساس على الكتابة الذكية التي تعالج القضايا الاجتماعية بطريقة هزلية، ما ساهم بشكل كبير بجعل حسن الفد واحدًا من أكثر الممثلين شعبية في المغرب.
لا يقتصر نشاط حسن الفد الفني على السينما والتلفزيون، بل يتسع إلى العروض الكوميدية، حيث قدم عروض فردية مثل نينجا، والدكتور الحلزون، وعين السبع.

## النشأة
وُلد حسن الفد في 24 نوفمبر 1962 في عين السبع بمدينة الدار البيضاء، وسط أسرة متوسطة الحال تتكون من إحدى عشر أخ وأخت، والده كان منفتح على الثقافة الغربية بحكم عمله مع الأجانب، وكان يشجع أولاده على الانفتاح على كل الثقافات والفنون، كما يذكر حسن الفد أن إخوته الأكبر سنًا كان لهم دور مهم في تكوين شخصيته المحبة للفن.
درس حسن الفد الابتدائي والإعدادي والثانوي بمدينة الدار البيضاء، وبالتوازي مع دراسته كان يمارس المسرح، كما تعلم العزف على آلة الساكسفون. بعد حصوله على شهادة الباكالوريا، انتقل إلى مدينة الرباط لدراسة الهندسة الداخلية، بعد تخرجه اشتغل فترة مهمة في هذا المجال، لكنه أدرك أنه لم يخلق للعمل المكتبي، وأنه يجب أن يكون فنان، فقرر العودة إلى مسقط رأسه مدينة الدار البيضاء، والتحق بالمعهد البلدي الذي تخرج منه سنة 1988، وتعلم فيه أساسيات الوقوف على خشبة المسرح وتقنيات التمثيل وفنون العرض.

## مسيرته الفنية
كانت بدايات حسن الفد الفنية من خلال مجموعة من الأفلام القصيرة التي نال من خلالها عدة جوائز في المغرب والخارج، ثم شارك في بعض الأفلام السينمائية مثل ياريت سنة 1993، وفيلم الواد سنة 1998. لكن بدايته الحقيقة كانت سنة 1999 من خلال تعاونه لأول مرة مع القناة الأولى لعرض مقاطع كوميدية قصيرة بداية شهر رمضان تحت عنوان وجهي فوجهك، وبعد نجاح السلسلة أصبح حسن الفد نجمًا رمضانيًا معروفًا ليظهر بعدها في عدة أعمال تلفزيونية كوميدية ناجحة على غرار الشانيلي تيفي سنة 2005، والفد تيفي سنة 2010.
وفي سنة 2013 ظهر الفد بشخصية كبور وهي أنجح شخصية أداها على الإطلاق، وذلك من خلال سلسلة لكوبل رفقة الفنانة دنيا بوتازوت والتي طرح من خلالها عدة مواضيع تهم سكان الريف المغربي في قالب كوميدي هزلي حقق من خلاله نجاحًا منقطع النظير.
ظهر مرة أخرى بنفس الشخصية سنة 2016 من خلال سلسلة كبور ولحبيب، ثم سنة 2017 ظهر رفقة الممثلة نرجس الحلاق في سلسلة سلوى والزبير. وهو الوجه الإعلاني الرسمي لشركة الاتصالات المغربية إنوي.

## أعماله

### سلسلات
- 1999: وجهي فوجهك
- 2001: قناة السي بي سي
- 2003: كانال 36
- 2005: الشانيلي تي في
- 2007: تيت سويت
- 2010: الفد تي في
- 2011 - 2012: باين شو
- 2012: الديوانة مع عبد القادر السيكتور
- 2013: لكوبل
- 2014: لكوبل 2
- 2016: كبور ولحبيب
- 2017: سلوى والزبير
- 2018: كبور ولحبيب 2
- 2020: طوندوس
- 2022: التي را التي

### أفلام
- 1993: ياريت
- 1998: الواد
- 2000: علي، ربيعة والآخرون
- 2003: أنا، أمي وبثينة
- 2003: رحمة

## الجوائز
- 2004: جائزة أفضل دور مساعد من مهرجان الإسكندرية السينمائي.
- 2006: جائزة أفضل دور مساعد في الدورة السادسة من المهرجان الدولي للفيلم بمراكش.
- 2006: جائزة جامور لأفضل كوميدي في المغرب.
- 2007: جائزة الفريد لأفضل عرض كوميدي في السنة.
- 2008: جائزة العصفور الذهبي لأفضل دور أول من مهرجان الفيلم الفرنكفوني.

## روابط خارجية
- حسن الفد على موقع IMDb (الإنجليزية)
- حسن الفد على موقع ألو سيني (الفرنسية)
- حسن الفد على موقع قاعدة بيانات الفيلم (الإنجليزية)
- حسن الفد على موقع كينوبويسك (الروسية)